# HD 202987
HD 202987，又名BD+55 2549，SAO 33287、HR 8150，是一颗恒星，视星等为5.98，位于銀經95.96，銀緯4.58，其B1900.0坐标为赤經21h 14m 14.8s，赤緯+55° 4.58′ 40″。